# Giuditta e Oloferne (Donatello)

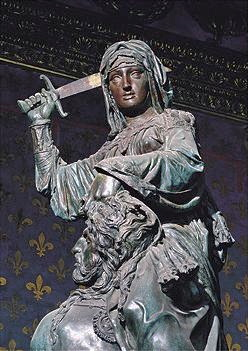
La statua

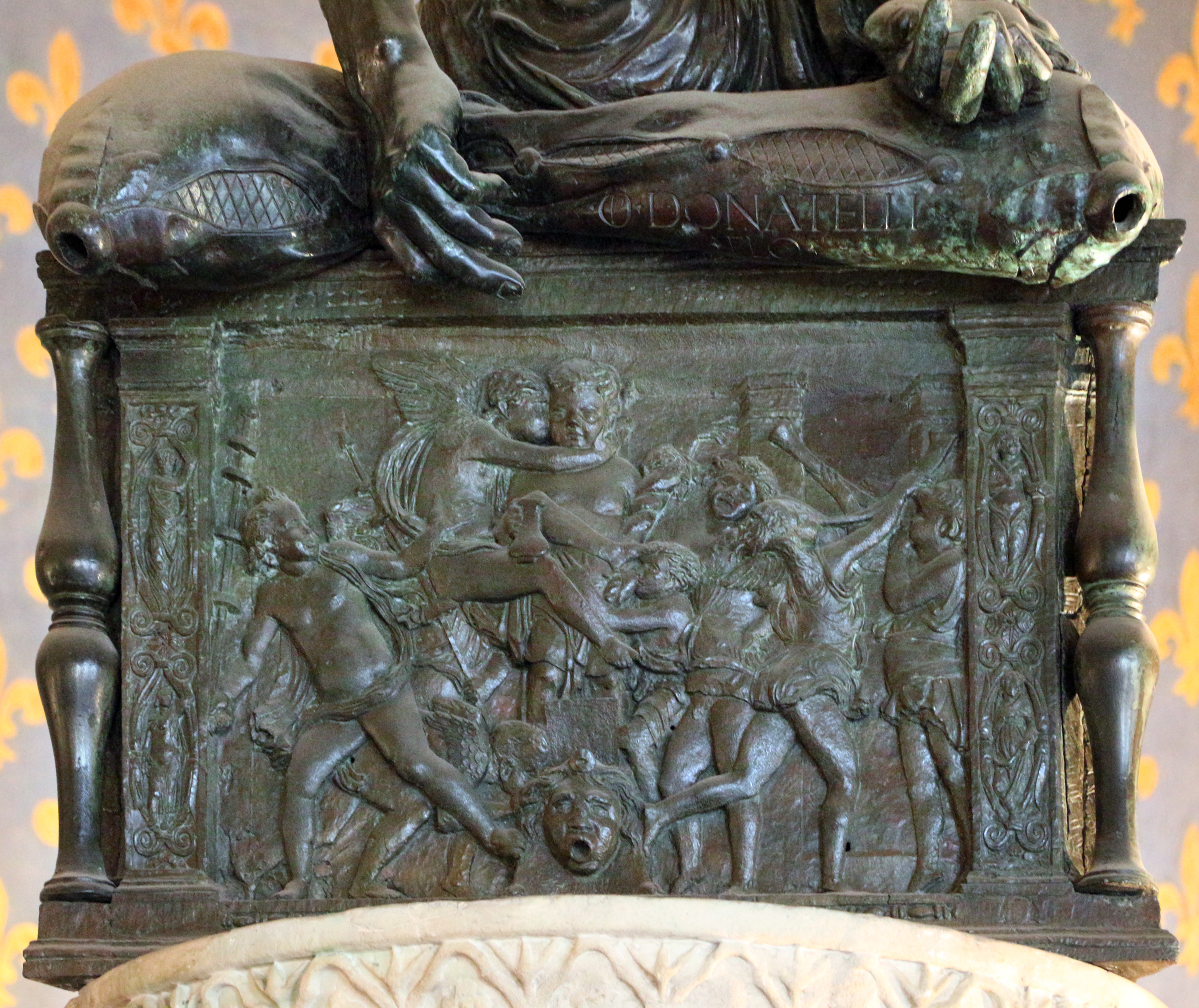
La base, con la firma

Giuditta e Oloferne è una statua bronzea (altezza 236 cm senza zoccolo) realizzata da Donatello sul finire della sua carriera, tra il 1453 e il 1457. Dal 1988 è conservata nella Sala dei Gigli di Palazzo Vecchio a Firenze. Se Donatello era stato il primo dopo gli antichi a concepire sculture autonome e libere dalle strutture architettoniche (con il David o tutt'al più il monumento al Gattamelata), con la Giuditta concepì per la prima volta un gruppo di figure idealmente e materialmente tridimensionale. 

## Storia
La statua venne probabilmente commissionata da Cosimo de' Medici o da Piero il Gottoso in memoria del padre, ed era forse destinata ad una fontana di palazzo Medici, come farebbero pensare i quattro fori agli angoli del cuscino. Vasari racconta che Donatello fu così soddisfatto dell'opera da firmarla OPUS DONATELLI FLO[RENTINI]. In effetti con il gruppo scultoreo egli testimoniò, anche in vecchiaia, una potenza creatrice ancora intatta e superiore ad ogni aspettativa. La fusione avvenne dividendo la statua in 11 parti, come è stato messo in luce nel restauro. Anticamente era arricchita da dorature, delle quali oggi restano solo alcune tracce, soprattutto sulla spada.
Fu saccheggiata dalla folla inferocita dopo la seconda cacciata dei Medici (1494) e collocata solennemente in piazza della Signoria a simboleggiare la libertà e la vittoria del popolo sulla tirannide. Al ritorno dei Medici la Giuditta rimase comunque in piazza, per non offendere la sensibilità del popolo. Entrata a pieno diritto nel ciclo scultoreo che doveva guidare verso la virtù l'operato dei priori e capi di governo fiorentini, rimase sempre all'aperto, nonostante alcuni spostamenti per meglio bilanciare l'insieme rispetto ai nuovi arrivi. Inizialmente si trovava davanti al portale principale del palazzo, ma già nel 1506 essa lasciava il posto al David di Michelangelo, di proporzioni ben più grandi. Il David fissò il nuovo canone per le statue della piazza (e non solo), tanto che le opere successive (il Biancone, il Perseo, l'Ercole e Caco, ecc.) vennero tutte scolpite o fuse su parametri più grandi, rendendo la Giuditta, per confronto, più piccola e defilata, come si può sperimentare ancora oggi visitando la piazza. 
Dopo l'arrivo del David venne collocata sotto la loggia della Signoria nella campata ovest, fino al 1582 quando venne "sfrattata" dal Ratto delle Sabine di Giambologna. Essa venne allora spostata sul lato stretto, verso gli Uffizi, finché tra le guerre mondiali non venne di nuovo ricollocata sull'Arengario di palazzo Vecchio. Dopo un accurato restauro, nel 1988 venne musealizzata in palazzo Vecchio e sostituita all'esterno da una copia.

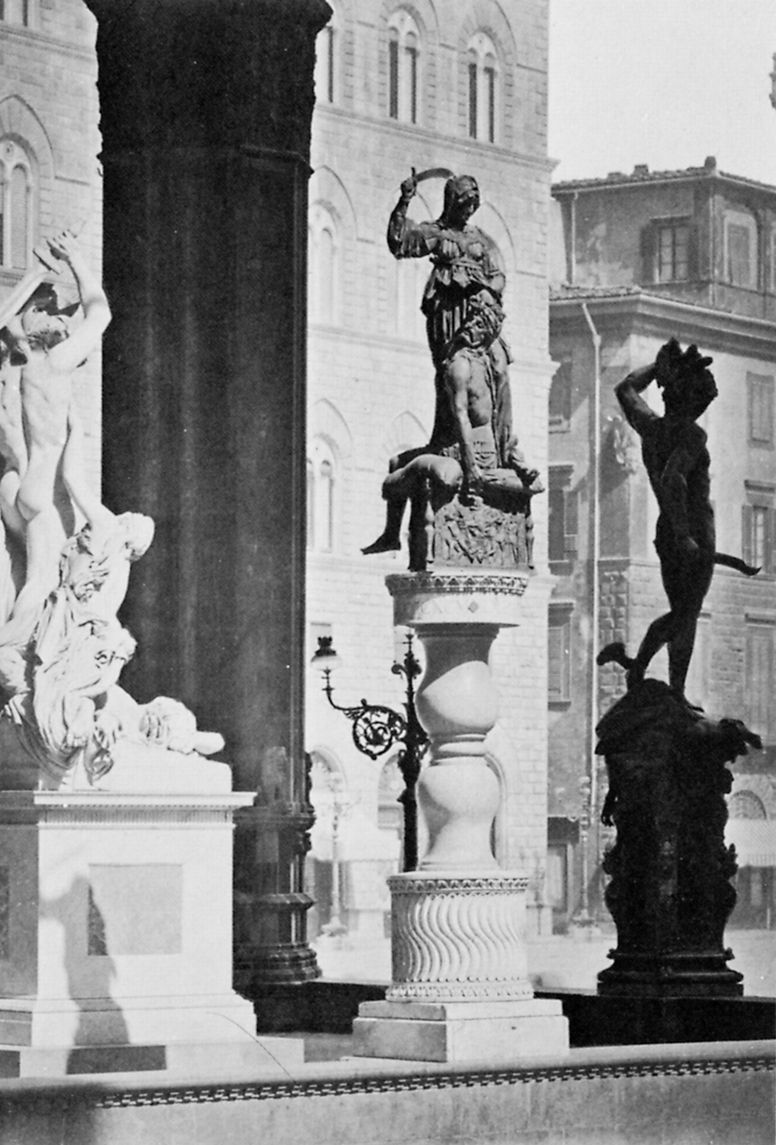
Foto degli anni '70 dell'Ottocento, collocazione nella loggia dei Lanzi

## Descrizione
Rappresenta la storia biblica di Giuditta e Oloferne: la fanciulla per salvare la propria città di Betulia, assediata dalle truppe assire di Nabucodonosor, si reca nella notte nella tenda del condottiero nemico e dopo averlo fatto ubriacare lo decapita, lasciando l'esercito avversario senza guida e costringendolo alla ritirata. L'episodio era popolare nelle raffigurazioni artistiche fin dal Medioevo poiché, alla pari del David, simboleggiava la vittoria della virtù sul vizio e sulla mancanza di Dio. Vi si poteva leggere uno scontro personificato tra la virtù cardinale dell'Humilitas che vince il peccato di Superbia. 
L'opera non venne concepita per un punto di vista predeterminato, anzi un fitto intreccio di rimandi invita a girare attorno per osservarla da tutti i lati. La struttura dell'opera è piramidale, con al vertice il volto della ieratica Giuditta e la lama della spada retta dal braccio destro dell'eroina piegato a novanta gradi, altro punto focale del gruppo è la testa di Oloferne in cui convergono le diagonali del gruppo.
Il testo biblico riporta che l'eroina vibrò due colpi per staccare la testa del nemico e il momento esatto dell'azione immortalata nell'opera è il frangente tra i due colpi, come dimostra la ferita già presente sul collo di Oloferne. 
Le due figure sono trattate dallo scultore in maniera quasi opposta, come notarono già i contemporanei: Oloferne è nudo e modellato secondo le regole dell'anatomia, mentre Giuditta è interamente coperta dalle vesti, che amplificano il suo fisico gracile. Dal capo coperto di Giuditta non sporge nemmeno un capello, mentre la chioma di Oloferne è lunga e selvaggia. La sua identificazione con il "vizio" è confermata da tutta una serie di attributi, tra cui spicca quello del medaglione scivolatogli sulla schiena, dove è raffigurato un cavallo imbizzarrito. Anche le scene baccanali sullo zoccolo (che è a forma di prisma a base triangolare), richiamano l'ebbrezza e la sfrenatezza del tiranno come descritte nella Bibbia. 
Il corpo di Oloferne cade già senza forze ed è retto solo dalla mano di Giuditta. Il piede destro dell'eroina è eloquentemente posato sui genitali di lui, mentre l'altro piede gli tiene il polso e il ginocchio copre per metà il medaglione allegorico. 
La figura di Giuditta si leva trionfante con la spada alzata. La sua veste è composta da una stoffa con un complesso panneggio, decorato da figurette, che contrasta, nel complesso, con il modellato liscio del volto. L'espressione della giovinezza trasmette tutta una serie di emozioni psicologiche profonde, perfettamente leggibili: concentrazione, decisione, forza, ma anche il conflitto interiore (come farebbero pensare gli occhi leggermente sgranati e la bocca dischiusa) di chi cerca sostegno dal proprio Dio, perché per salvare il proprio popolo è costretta a compiere il peccato di omicidio. Nonostante il trionfo ella si trova infatti a dover contravvenire al comandamento "non uccidere", e in questo incarna una figura di eroina tragica.
Il volto di Oloferne è invece rozzo e sfigurato. Esso siede su un cuscino che è ruotato rispetto al basamento in modo che i loro angoli non coincidono, creando un effetto di movimento. Qui si trovano la firma dell'artista e i quattro fori.